# Gà Đông Tảo

Gà Đông Tảo trống và mái

Gà Đông Tảo hay gà Đông Cảo là một giống gà đặc hữu và quý hiếm của Việt Nam. Đặc điểm nổi bật của loại gà này là cặp chân to lớn, xù xì như vảy rồng, tạo nên dáng vẻ bệ vệ, khi trưởng thành có thể nặng trên 4,5 kg (gà trống) và trên 3,5 kg (gà mái). Đây là loài gà nuôi cổ truyền của xã Đông Tảo thuộc huyện Khoái Châu, tỉnh Hưng Yên, người dân trước đây thường dùng để cúng tế-hội hè, hay tiến Vua. Gà Đông Tảo thuộc danh sách các giống gia cầm quý hiếm của Việt Nam hiện đang được bảo tồn nguồn gen.

## Đặc điểm
Gà thuộc giống gà to con, dáng hình bệ vệ, với thân hình to, da đỏ, đầu oai vệ, cặp chân vững chãi. Gà Đông Tảo trống có hai mãn lông cơ bản gồm mãn mận (màu tím pha đen) và màu của trái mận. Gà cũng có cặp chân sù sì, cặp chân gà trống to và bao quanh chân ở phía trước là một lớp vảy da sắp xếp không theo hàng, phần còn lại (3/4 diện tích) da sùi giống bề mặt trái dâu tằm ăn, bốn ngón chân xòe ra, chia ngón rõ nét, bàn chân dày, cân đối nên gà bước đi vững chắc. Mào gà trống là mào sun (ngắn và thun lại) màu đỏ tía, tích và rái tai màu đỏ, kém phát triển, nhìn gọn và khỏe. 
Gà mái có ba mãn cơ bản gồm: mãn nõn chuối – vàng nhạt, mãn thó hay nâu nhạt – màu đất thó hay lá chuối khô, mãn ngà – trắng sữa. Lông phần cổ và cánh gà mái thường có pha trộn những chiếc lông màu vàng, trắng sữa, nâu đỏ, đen. Gà mái cũng có mào tựa mào con trống nhưng chỉ to bằng 1/3 so với mào gà trống. Các vị trí da không có lông trên mình gà (cả trống và mái) đều có màu đỏ. Gà mới nở có lông trắng đục. Khối lượng mới nở 38-40 gam, mọc lông chậm, lúc trưởng thành con trống nặng 5,5 – 6 kg, con mái nặng 4 kg/con. Thịt gà ngon, ngọt với khối thịt ức ngồn ngộn đỏ hồng, những bắp thịt đùi với những bó cơ cuồn cuộn vắt lên nhau trong thịt không có gân, không dai.

## Nuôi nhốt

Gà Đông Tảo nổi bật với đôi chân to lớn và dáng vẻ bệ vệ

Trại gà Đông Tảo thuần chủng lớn nhất Việt Nam hiện nay hiện nằm ở xã Đông Tảo, huyện Khoái Châu, tỉnh Hưng Yên. Gà Đông Tảo là loài rất khó tính, không quen nuôi nhốt, quen chạy nhảy nên chuồng trại phải rộng rãi vì thế chất lượng thịt mới ngon, săn chắc. Mất một năm đến một năm rưỡi nuôi trong môi trường thả vườn, ăn cám tự nhiên không thúc tăng trưởng thì gà mới có thể cho thịt. Khi trưởng thành gà Đông Tảo có thể nặng từ 3–6 kg. Bên cạnh đó, chúng thường đẻ trứng ít hơn gà thường, bộ chân to vụng về khiến gà ấp trứng rất vụng. Gà bắt đầu đẻ lúc 160 ngày tuổi. Nếu để gà đẻ rồi tự ấp, 10 tháng đẻ 70 quả. Khối lượng trứng từ 48-55 gam/quả.
Gà Đông Tảo đang được giữ giống bằng nhiều phương cách, nhất là qua chương trình "Bảo tồn quỹ gen vật nuôi" do Nhà nước Việt Nam hỗ trợ kinh phí, lúc đầu từ 5-6 triệu đồng để nuôi 40-50 con, đến năm 1994 nâng lên 10-15 triệu đồng để nuôi giữ 100-150 con. Từ đó gà thuần chủng đã nhân ra hàng chục nghìn con/năm, cung cấp cho một số địa phương ngoài tỉnh như Hải Dương, Hà Nội, Bắc Ninh, Thành phố Hồ Chí Minh, Đồng Nai, Lạng Sơn… để lai tạo với gà địa phương tạo ra gà thịt thương phẩm tăng trọng nhanh, giá trị kinh tế cao.

## Trên thị trường
Gà Đông Tảo chế biến được nhiều món như da gà bóp thính, gà hấp nấm, chân gà hầm thuốc bắc... nhiều địa phương đang có phong trào nuôi gà Đông Tảo vì dễ nuôi, hiệu quả kinh tế cao. Một số nước như Anh, Nhật Bản,... cũng đang có ý định nhập khẩu loại gà này về nghiên cứu. Tại thành phố Hồ Chí Minh vào đầu năm 2012, mỗi kg gà Đông Tảo xuất tại vườn có giá 350.000-800.000 đồng tùy loại, gà giống có giá 1.000.000-1.200.000 đồng/con. Riêng những con gà trống có tướng đẹp, chân to, oai vệ có giá lên tới 5-6 triệu đồng/con.
Tuy nhiên trên thị trường Việt Nam hiện nay đã xuất hiện tình trạng những đặc sản gà Đông Tảo được làm từ gà già thải loại hay gà đẻ thải loại hay còn gọi là gà dai (gà đẻ trứng sau khi hết chu kỳ khai thác) với những đặc điểm như da trắng muốt, mỏ trên con gà cụt ngủn, ngắn hơn mỏ dưới. Do đó, để nhận biết được đâu là thịt gà Đông Tảo và đâu là thịt gà đẻ thải loại thì phải xem đôi chân gà bởi gà Đông Tảo có đôi chân rất to, khi thịt ra chân màu hơi đỏ. Ngoài ra, da bụng của gà Đông Tảo hơi sần sùi, có màu hơi thâm rất dễ nhận biết bằng mắt thường. Khi nấu chín, thịt gà ăn giòn, màu rất giống với màu của thịt bò nấu chín. Mỏ của gà Đông Tảo bằng nhau. Còn mỏ trên ngắn hơn mỏ dưới là đặc điểm của gà đẻ công nghiệp. Các chủ trại nuôi gà đẻ sợ gà mổ lông lẫn nhau và mổ trứng nên họ phải cắt mỏ trên cho ngắn bớt đi.